# Ällön
Ällön är en halvö som ligger utanför och något söder om Örnsköldsvik i Ångermanland. Bebyggelsen består till största delen av sommarstugeområden, men på södra Ällön ligger även fiskeläget Skagshamn med Röda Ulvens salteri. Ällön gränsar till halvön Skagsudde, med samhället Skeppsmaln och Skags fyr.